# Teleiopsis diffinis

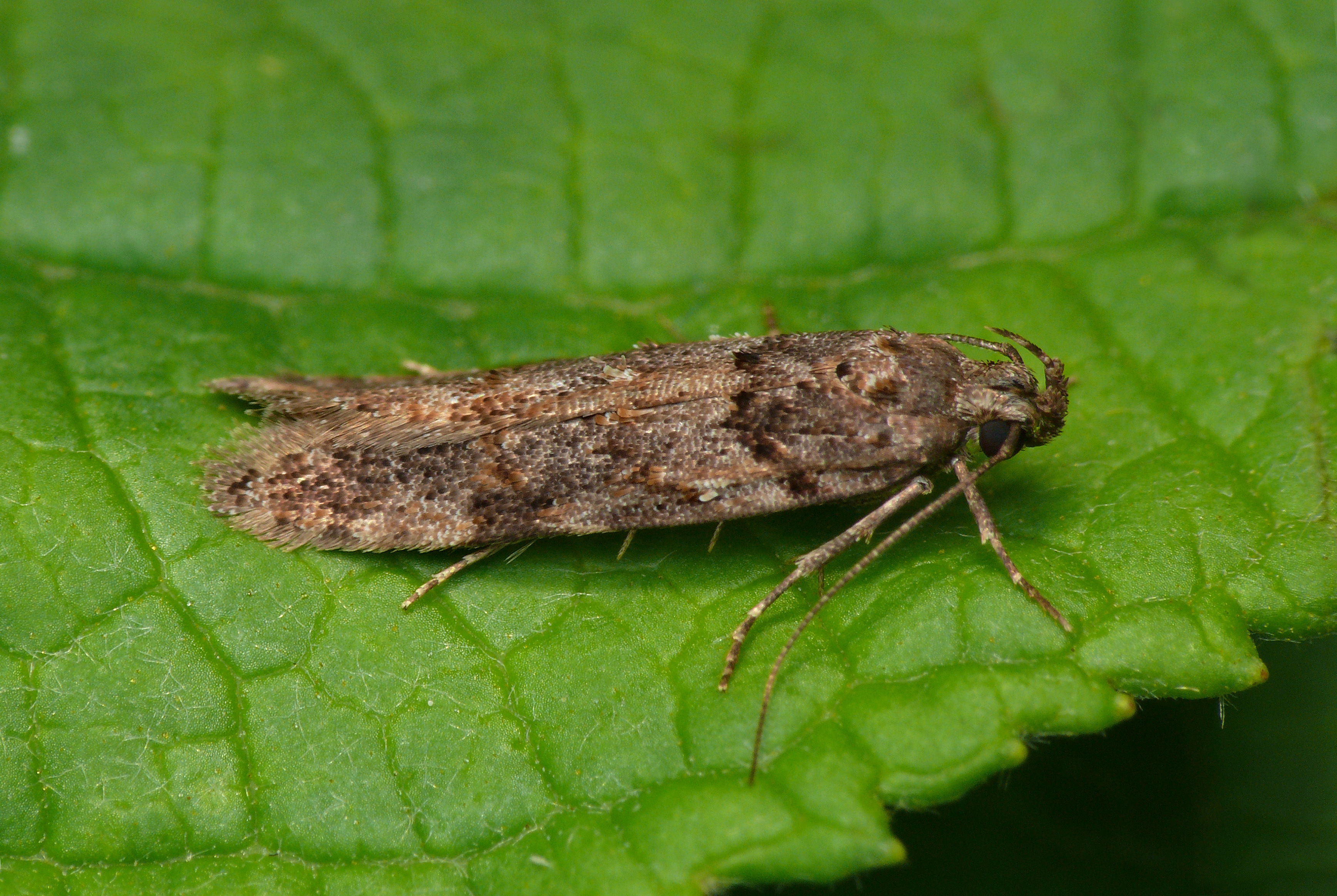

Teleiopsis diffinis ist ein Schmetterling (Nachtfalter) aus der Familie der Palpenmotten (Gelechiidae).

## Merkmale
Die Falter erreichen eine Flügelspannweite von 13 bis 18 Millimetern. Die Labialpalpen sind schwärzlich und mit drei bis vier weißlichen Ringen versehen. Die Stirn ist cremeweiß, Kopf, Thorax und die Schuppen am Flügelgelenk des Mesothorax (Tegulae) sind wie die Vorderflügel gefärbt. Die Fühler sind schwärzlich und undeutlich hellbraun geringelt, bei den Männchen sind sie zusätzlich kurz bewimpert. Die Vorderflügel besitzen eine bräunliche Grundfarbe und sind weißlich, ockerfarben und schwarz marmoriert, im ersten Viertel des Flügels befindet sich eine schwarze Binde. Die Flügelmitte ist mit zwei bis drei schwarzen, ockerfarben umrandeten Flecken gezeichnet, zwei weitere Flecke befinden sich vor der undeutlich gebogenen, weißlichen Subapikalbinde. Der Flügelaußenrand ist weiß und schwarz gefleckt, die Fransenschuppen besitzen eine schwärzliche Basis und sind grau. Die Hinterflügel tragen keine Zeichnung und sind grau. Die Art ist ziemlich variabel, wobei die Anzahl der schwärzlichen, bräunlichen, ockerfarbenen oder weißlichen Schuppen von Individuum zu Individuum variiert. Einige Exemplare haben schwarze Längslinien auf den Vorderflügeln. In seltenen Fällen wird an den hellen Bereichen der Beine eine blassrosa Färbung beobachtet.

### Ähnliche Arten
T. diffinis unterscheidet sich von den ähnlichen Arten Teleiopsis bagriotella und Teleiopsis latisacculus vor allem durch die im ersten Flügelviertel schräg nach außen verlaufende Binde aus hervorstehenden schwarzen Schuppen.

## Vorkommen
T. diffinis ist in Europa weit verbreitet. Nachweise gibt es ebenfalls aus Nordafrika sowie aus Vorder- und Zentralasien. Die vertikale Verbreitung reicht von der Ebene bis in zirka 2350 Meter Höhe.

## Lebensweise
Die Raupen leben am Kleinen Sauerampfer (Rumex acetosella) und am Krausen Ampfer (Rumex crispus), wo sie sich von den Samen ernähren. Die Larven der ersten Generation sind in feinen, seidigen röhrenförmigen Gängen am Blütenstängel zu finden, wo sie sich auch verpuppen. Die zweite Generation lebt in den Fraßgängen der Stängel im Wurzelbereich der Wirtspflanze.

### Flug- und Raupenzeiten
Teleiopsis diffinis bildet mindestens zwei Generationen im Jahr, die von Mai bis August fliegen. Das Larvalstadium erstreckt sich von August bis April (erste Generation) und von Juli bis August (zweite Generation).

## Systematik

### Synonyme
Aus der Literatur sind folgende Synonyme bekannt:
- Recurvaria diffinis Haworth, 1828
- Lita dissimilella Treitschke, 1833
- Gelechia scabidella Zeller, 1839
- Lita friesella Zetterstedt, 1839
- Gelechia diffinella Doubleday, 1859
- Gelechia diffinis ab. groenliensis Strand, 1920